# باشگاه فوتبال لو گلدار
باشگاه فرهنگی ورزشی لو گلدار یک باشگاه فوتبال در گویان فرانسه است که در شهر کورو بازی می‌کند. آنها در دسته اول گویان فرانسه بازی می‌کنند.

## افتخارات
- مسابقات ملی گویان فرانسه: ۱۰ قهرمانی
- جام حذفی گویان فرانسه: ۴ قهرمانی